# Gran Premio de Suecia de Motociclismo de 1979
El Gran Premio de Suecia de Motociclismo de 1979 fue la novena prueba de la temporada 1979 del Campeonato Mundial de Motociclismo. El Gran Premio se disputó el 21 y 22 de julio de 1979 en el Circuito de Anderstorp.

## Resultados 500cc
El británico Barry Sheene aprovechó los problemas de Virginio Ferrari, que se tuvo que retirar, y de Kenny Roberts (penalizado por los problemas de suspensión posterior) parea conseguir su segundo Gran Premio de la temporada. Con la cuarta posición, Roberts se destaca de Ferrari en la clasificación general.
| Pos.     | Piloto             | Moto       | Tiempo     | Pts. |
| -------- | ------------------ | ---------- | ---------- | ---- |
| 1        | Barry Sheene       | Suzuki     | 55' 27" 66 | 15   |
| 2        | Jack Middelburg    | Suzuki     | +4" 96     | 12   |
| 3        | Boet van Dulmen    | Suzuki     | +7" 06     | 12   |
| 4        | Kenny Roberts      | Yamaha     | +25" 82    | 8    |
| 5        | Steve Parrish      | Suzuki     | +27" 67    | 6    |
| 6        | Randy Mamola       | Suzuki     | +35" 48    | 5    |
| 7        | Marco Lucchinelli  | Suzuki     | +1' 04" 14 | 4    |
| 8        | Ikujiro Takai      | Yamaha     | +1' 07" 78 | 3    |
| 9        | Christian Sarron   | Yamaha     | +1' 08" 02 | 2    |
| 10       | Seppo Rossi        | Suzuki     | +1 Vuelta  | 1    |
| 11       | Lennart Bäckström  | Suzuki     | +1 Vuelta  |      |
| 12       | Alan North         | Suzuki     | +1 Vuelta  |      |
| 13       | Willem Zoet        | Suzuki     | +1 Vuelta  |      |
| Ret      | Gustav Reiner      | Suzuki     | Ret        |      |
| Ret      | Philippe Coulon    | Suzuki     | Ret        |      |
| Ret      | Kenny Blake        | Suzuki     | Ret        |      |
| Ret      | Erik Björn Paulsen | Suzuki     | Ret        |      |
| Ret      | Odd Arne Lände     | Suzuki     | Ret        |      |
| Ret      | Wil Hartog         | Suzuki     | Ret        |      |
| Ret      | Graziano Rossi     | Morbidelli | Ret        |      |
| Ret      | Didier de Radiguès | Yamaha     | Ret        |      |
| Ret      | Peter Sköld        | Suzuki     | Ret        |      |
| Ret      | Johnny Cecotto     | Yamaha     | Ret        |      |
| Ret      | Dennis Ireland     | Suzuki     | Ret        |      |
| Ret      | Peter Sjöström     | Suzuki     | Ret        |      |
| Ret      | Chris Fisker       | Suzuki     | Ret        |      |
| Ret      | Tony Head          | Suzuki     | Ret        |      |
| Ret      | Michel Rougerie    | Suzuki     | Ret        |      |
| Ret      | Virginio Ferrari   | Suzuki     | Ret        |      |
| Ret      | Franco Uncini      | Suzuki     | Ret        |      |
| DNQ      | Jon Ekerold        | Yamaha     | DNQ        |      |
| DNQ      | Timo Pohjola       | Suzuki     | DNQ        |      |
| DNQ      | Max Wiener         | Suzuki     | DNQ        |      |
| Sources: |                    |            |            |      |

## Resultados 250cc
En la carrera de 250 cc disputada en sábado, el italiano Graziano Rossi se adjudicó la victoria después de una cerrada lucha con el australiano Gregg Hansford. El líder de la clasificación, el sudafricano Kork Ballington tuvo problemas con la estabilidad de la máquina y quedó relegada a la quinta posición.
| Pos. | Piloto              | Moto       | Tiempo     | Pts. |
| ---- | ------------------- | ---------- | ---------- | ---- |
| 1    | Graziano Rossi      | Morbidelli | 49' 46" 37 | 15   |
| 2    | Gregg Hansford      | Kawasaki   | +3" 83     | 12   |
| 3    | Patrick Fernandez   | Yamaha     | +32" 28    | 10   |
| 4    | Anton Mang          | Kawasaki   | +36" 92    | 8    |
| 5    | Kork Ballington     | Kawasaki   | +43" 68    | 6    |
| 6    | Christian Estrosi   | Kawasaki   | +58" 85    | 5    |
| 7    | Jean-François Baldé | Kawasaki   | +1' 01" 18 | 4    |
| 8    | Roland Freymond     | Yamaha     | +1 Vuelta  | 3    |
| 9    | Olivier Chevallier  | Yamaha     | +1 Vuelta  | 2    |
| 10   | Eero Hyvärinen      | Yamaha     | +1 Vuelta  | 1    |
| 11   | Vic Soussan         | Yamaha     | +1 Vuelta  |      |
| 12   | Eilert Rundstedt    | Yamaha     | +1 Vuelta  |      |
| 13   | Tony Head           | Yamaha     | +1 Vuelta  |      |
| 14   | Lennart Bäckström   | Yamaha     | +1 Vuelta  |      |
| 15   | Chas Mortimer       | Yamaha     | +1 Vuelta  |      |
| 16   | Alan North          | Yamaha     | +1 Vuelta  |      |
| 17   | Olivier Liégeois    | Yamaha     | +1 Vuelta  |      |
| 18   | Göran Tunhage       | Yamaha     | +2 Vueltas |      |
| Ret  | Randy Mamola        | Yamaha     | Ret        |      |
| Ret  | Paolo Pileri        | MBA        | Ret        |      |
| Ret  | Richard Hubin       | Yamaha     | Ret        |      |
| Ret  | Walter Villa        | Yamaha     | Ret        |      |
| Ret  | Jean-Marc Toffolo   | Yamaha     | Ret        |      |
| Ret  | Åke Grahn           | Yamaha     | Ret        |      |
| Ret  | Bengt Elgh          | Yamaha     | Ret        |      |
| Ret  | René Delaby         | Yamaha     | Ret        |      |
| Ret  | Pentti Korhonen     | Yamaha     | Ret        |      |
| Ret  | Barry Woodland      | Yamaha     | Ret        |      |
| Ret  | Reino Eskelinen     | Yamaha     | Ret        |      |
| Ret  | Didier de Radiguès  | Yamaha     | Ret        |      |
| Ret  | Peter Sköld         | Yamaha     | Ret        |      |
| Ret  | Alf Graarud         | Yamaha     | Ret        |      |

## Resultados 125cc
En el octavo de litro, ausente el campeón del mundo Ángel Nieto por un accidente sufrido en Portugal, se impuso el italiano Pier Paolo Bianchi aunque el hecho de que el máximo rival del zamorano para el título, el italiano Eugenio Lazzarini, quedara quinto, hace que Nieto sea virtualmente campeón del mundo.
| Pos. | Piloto                       | Moto       | Tiempo     | Pts. |
| ---- | ---------------------------- | ---------- | ---------- | ---- |
| 1    | Pier Paolo Bianchi           | Minarelli  | 49' 02" 60 | 15   |
| 2    | Jean-Louis Guignabodet       | Morbidelli | +21" 15    | 12   |
| 3    | Thierry Noblesse             | Morbidelli | +23" 19    | 10   |
| 4    | August Auinger               | Morbidelli | +40" 06    | 8    |
| 5    | Eugenio Lazzarini            | Morbidelli | +44" 43    | 6    |
| 6    | Clive Horton                 | Morbidelli | +52" 11    | 5    |
| 7    | Barry Smith                  | Morbidelli | +58" 64    | 4    |
| 8    | Stefan Jansen                | Morbidelli | +1' 34" 93 | 3    |
| 9    | Gianpaolo Marchetti          | MBA        | +3' 58" 41 | 2    |
| 10   | Johnny Wickström             | Morbidelli | +1 Vuelta  | 1    |
| 11   | Fernando González de Nicolás | Morbidelli | +1 Vuelta  |      |
| 12   | Ricardo Tormo                | Bultaco    | +1 Vuelta  |      |
| 13   | Gert Bender                  | Bender     | +1 Vuelta  |      |
| 14   | Bruno Kneubühler             | Minarelli  | +1 Vuelta  |      |
| 15   | Hans Müller                  | MBA        | +1 Vuelta  |      |
| 16   | Per-Edvard Carlsson          | MBA        | +1 Vuelta  |      |
| 17   | Matti Kinnunen               | MBA        | +1 Vuelta  |      |
| Ret  | Stefan Dörflinger            | Morbidelli | Ret        |      |
| Ret  | Guy Bertin                   | Motobécane | Ret        |      |
| Ret  | Jan Bäckström                | Morbidelli | Ret        |      |
| Ret  | Auno Hakala                  | Morbidelli | Ret        |      |
| Ret  | Maurizio Massimiani          | MBA        | Ret        |      |
| Ret  | Marc-Anton Constantin        | Morbidelli | Ret        |      |
| Ret  | Walter Koschine              | Fantic     | Ret        |      |
| Ret  | Roland Olsson                | Morbidelli | Ret        |      |
| Ret  | Lars Carlsson                | Morbidelli | Ret        |      |
| Ret  | Ernst Fagerer                | MBA        | Ret        |      |
| Ret  | Jan Huberts                  | MBA        | Ret        |      |
| Ret  | Kees van de Ven              | Morbidelli | Ret        |      |
| Ret  | Harald Bartol                | Morbidelli | Ret        |      |
| Ret  | Reiner Koster                | MBA        | Ret        |      |
| Ret  | Wolfgang Glawaty             | MBA        | Ret        |      |
| Ret  | Yves Dupont                  | Morbidelli | Ret        |      |
| Ret  | Patrick Plisson              | Morbidelli | Ret        |      |
| Ret  | Tore Alexandersson           | Morbidelli | Ret        |      |
| Ret  | Patrick Hérouard             | Morbidelli | Ret        |      |
| Ret  | Berndth Börjesson            | Morbidelli | Ret        |      |
| Ret  | Johnny Svensson              | Rotax      | Ret        |      |